# 眼點副棘鮃
眼點副棘鮃為輻鰭魚綱鰈形目鰈亞目牙鮃科的其中一種，為亞熱帶海水魚，分布於東太平洋區，從阿拉斯加莫達哥島至墨西哥下加利福尼亞半島南部海域，棲息深度可達549公尺，體長可達17公分，棲息在沙底質底層水域，生活習性不明，可作為食用魚。

## 扩展阅读
維基物種上的相關：眼點副棘鮃